# Porto de Pelotas
O Porto de Pelotas é um porto fluvio-lacustre localizado às margens da lagoa dos Patos, no município de Pelotas, Rio Grande do Sul. Esse é também o nome de um bairro do mesmo município.
É administrado pela Portos RS, empresa pública que atua como a Autoridade Portuária responsável pela gestão dos portos públicos do estado do Rio Grande do Sul .
Recebeu a condição de porto alfandegado, ou seja, autorização para operar com comércio exterior, da Receita Federal do Brasil. Considerando sua proximidade com o porto de Rio Grande, é também um porto alimentador. Exerce importante papel no processo de desenvolvimento econômico da metade sul do estado na geração de trabalho e renda e na diminuição dos custos logísticos para as empresas exportadoras e importadoras da região.
O porto apresenta disponibilidade de armazenagem em áreas fechadas ou abertas. É constituído de 1 cais acostável de 3 berços, com extensão total de 500 metros, e 3 armazéns, para carga geral e granéis.

## Área
A área do porto é composta pelas instalações portuárias aquáticas e areias existentes na margem esquerda do Canal do Engenho, desde o arroio Santa Bárbara até o arroio Pepino, abrangendo todos os cais, docas, pontes, píeres de atracação e de acostagem, armazéns, pátios, edificações em geral, vias internas de circulação rodoviárias e ferroviárias, terrenos adjacentes e, na margem direita do Canal do Engenho, pela Ilha de José Malandro.
A infra-estrutura de proteção e acessos aquaviários compreende os canais do Engenho, da Boca do Arroio, do Araçá, da Foz de São Gonçalo e da Barra, até o Canal da Setia e áreas adjacentes a esse, até as margens das instalações terrestres do porto.

## Acesso hidroviário
O Canal São Gonçalo liga a lagoa Mirim à lagoa dos Patos e ao porto.

## Equipamentos
Atualmente, o parque de máquinas do porto conta com 2 auto-guindastes sobre esteiras, 1 balança rodoviária de até 60 toneladas, 2 empilhadeiras de garfo frontal de 2,5 a 7,5 toneladas, 1 guindaste elétrico de pórtico tipo canguru e 3 pás carregadeiras.